# 勒韦尔内-圣玛格丽特
勒韦尔内-圣玛格丽特（法語：Le Vernet-Sainte-Marguerite，法語發音：[lə vɛʁne sɛ̃t maʁɡərit]）是法国多姆山省的一个市镇，属于克莱蒙费朗区。该市镇总面积25.03平方公里，2009年时的人口为267人。

## 人口
勒韦尔内-圣玛格丽特人口变化图示